# Opération Gambit
 (octobre 2020).
Si vous disposez d'ouvrages ou d'articles de référence ou si vous connaissez des sites web de qualité traitant du thème abordé ici, merci de compléter l'article en donnant les références utiles à sa vérifiabilité et en les liant à la section « Notes et références ».
L'opération Gambit (avec l'opération Maple) est une opération menée par les Alliés pendant la Seconde Guerre mondiale. Elle fait partie de l'opération Neptune, la phase navale du débarquement de Normandie. L'objectif de cette opération était de signaler les plages de Juno Beach et de Sword Beach aux navires du débarquement.

## Effectifs
Ces manœuvres ont impliqué deux sous-marins de poche de la Classe X :

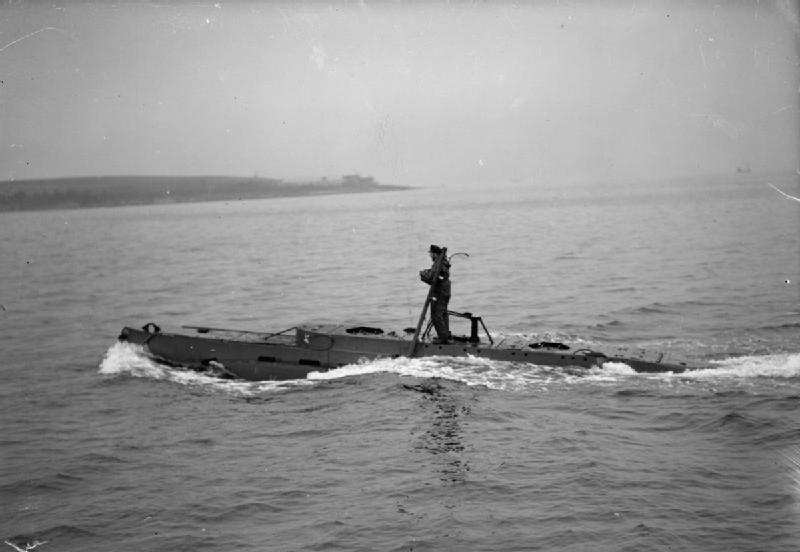
X-Craft naviguant dans le Loch Striven (Écosse)

1. Le X-23 composé d'un équipage de 5 hommes :
  - Le lieutenant George Honour, âgé de 26 ans, il dirigeait cet équipage.
  - Le sous-lieutenant J-H Hodges
  - Le lieutenant Geoffrey Lyne
  - Le lieutenant James Booth
  - George Vause
2. Le X-20

Ces deux sous-marins ont été désignés pour cette opération car ils étaient indétectables par les radars allemands de la côte française.

## Déroulement

### Trajet
Le vendredi 2 juin 1944, les deux sous-marins partent de la base navale HMS Dolphin située à Gosport. Leur voyage à travers la Manche jusqu'aux abords des plages normandes peut se diviser en deux phases:
1. Dans la première phase du trajet, les sous-marins ont été remorqués par deux chalutiers de la Royal Navy. Le HMT Darthema remorquant le X-20 et le HMT Sapper le X-23. Ce remorquage concerne la partie du trajet reliant Gosport à un point après l'île de Wight
2. Après avoir passé ce point, les sous-marins, par souci de discrétion, ont rejoint les côtes normandes par leurs propres moyens tout en étant submergés.

### L'attente
Dans la journée du 4 juin, les sous marins se positionnent à environ 7000 yards (environ 6,5 km) de leurs plages respectives. L'équipage sort alors un périscope pour prendre les repères dans l'optique de se situer précisément au point convenu au préalable. À la suite de cela, les équipages se posent au fond de l'eau en attendant le reste du jour. Les membres des équipages avaient en effet été briefés que le D-Day prendrait place le 5 juin. C'est en recevant un message radio avec le nom de code « pretty » que les équipages ont su que le débarquement s'effectuerait plus tard et qu'ils devaient donc rester un jour de plus sous l'eau.
Ce long séjour sous l'eau fut une expérience stressante car les hommes devaient gérer leur attente entre la chaleur, l'atmosphère étouffante et les conditions claustrophobiques. La gestion de l'oxygène fut la préoccupation principale des hommes, bien qu'ils aient avec eux dans chaque sous-marin 12 bouteilles d'oxygène préalablement capturées à la Luftwaffe .

### D-Day
Après avoir reçu le code « Padfoot » qui affirmait que le débarquement aurait lieu dans la journée, le X-23 est revenu à la surface à 05h07 du matin le mardi 6 juin 1944. À 1,6 km de la côte, l'équipage a alors monté un mat de 5,5 m surmonté d'une balise radio et d'un feu à éclat uniquement visible du côté mer. Pendant environ 2h30, les sous-marins étaient totalement exposés au tirs allemands. Cependant, ils ne furent pas remarqués depuis la côte.
Le X-20 était positionné en face de Juno Beach tandis que le X-23 se trouvait au point le plus à l'Est de Sword Beach, en face de Ouistreham.
Pour assurer aux membres des équipages une chance de s'en sortir si leurs sous-marins étaient coulé, chaque homme était équipé d'une combinaison en caoutchouc d'homme grenouille. Ils avaient aussi sur eux de faux papiers français pour un éventuel échouage sur les plages françaises.

## Étymologie
L'opération Gambit tire son nom d'une stratégie du jeu d'échecs consistant à sacrifier son premier pion.